# Browar w Prószkowie
Browar w Prószkowie – browar działający w latach 1850−1918 w Prószkowie (wówczas Proskau).

## Historia
Pierwszy browar powstał w miejscowości pod koniec XVIII wieku, a dokument z 1823 roku stwierdza w Prószkowie obecność trzech szynkarzy i jednego piwowara, który był prawdopodobnie dzierżawcą przedsiębiorstwa Königliche Brauerei. W latach 1865–1880 dzierżawcami był niejaki W. Meissner, następnie Oscar Hohberg (1880-1895), a po nim Julius Krombolz, aż do jego zamknięcia w 1907 roku.
Drugi browar, przemysłowy, powstał w 1850 roku, od 1875 lub 1879 jego właścicielem był wspomniany Julius Krombholz (według innych źródeł Julius Krombholz założył browar w 1870 roku). Zmodernizował i przebudował on zakład, który zaczął produkować około 80 tys. litrów piwa rocznie. W 1895 roku Julius przekazał browar synowi Alfredowi (według jednej z wersji ojciec prowadził rozrywkowy tryb życia, przez który zadłużał zakład), który zwiększył produkcję z 10 tys. do 30 tys. litrów piwa miesięcznie. W 1899 roku zakład ponownie przebudowano i zmodernizowano - zakupiono m.in. maszyny parowe oraz maszynę do produkcji lodu. Warzono piwa jasne Lagerbier i słodowe Malzbier, pilsnera oraz piwo typu monachijskiego Münchner. Przy browarze działała też fabryka produkująca wodę mineralną i lemoniadę oraz cygara i wyroby tytoniowe. Wyroby można było kupić w promieniu 50 kilometrów od Prószkowa, eksportowo je nawet do Stanów Zjednoczonych, a piwo według prószkowskiej receptury podobno jest produkowane obecnie pod Stuttgartem. Z kolei według Kroniki Katolickiej Szkoły Ludowej (Chronik der katholischen Volksschule in Proskau) Alfred Krombholz był dzierżawcą browaru, należącego poprzednio do Królewsko-Pruskiego Fiskusa, i dopiero w 1898 nabył go na własność za 240 tys. marek. Jeszcze w tym samym roku rozpoczął i zakończył budowę piwnic do leżakowania piwa oraz przechowywania lodu, kosztem 80 tys. marek.
Kryzys gospodarczy po I wojnie światowej spowodował upadek browaru w Prószkowie - w 1918 Alfred Krombholz zakład sprzedał browarowi w Opolu, który jednak dwa lata później zdecydował o jego zamknięciu. W budynkach browaru powstał Dom Opieki Społecznej.